# San Caio
San Caio var en kyrkobyggnad i Rom, helgad åt den helige martyrpåven Gajus. Kyrkan var belägen i Rione Monti (numera i Rione Castro Pretorio), vid Strada Pia, dagens Via Venti Settembre. 

## Kyrkans historia
Enligt traditionen var påve Gajus bostad belägen på denna plats. Gajus, som var påve från 283 till 296, grundade i sitt hem en titelkyrka, Titulus Gaii. Han härstammade ursprungligen från Dalmatien. På 1600-talet kom en grupp kroatiska adelsmän till Rom för att söka efter den antika Titulus Gaii. De ansåg sig ha påträffat ruinerna efter denna i närheten av Porta Pia.
År 1631 tillät påve Urban VIII uppförandet av en kyrka på platsen och uppdraget gavs åt arkitekterna Francesco Peparelli och Vincenzo della Greca. Helgonpåven Gajus reliker fördes till kyrkan. Högaltarmålningen Den helige Gajus förrättar ett dop av Giovanni Battista Speranza har gått förlorad. Målningen över höger sidoaltare var Andrea Camasseis Den helige Bernhard mottar mjölk från Jungfru Marias bröst. Vänster sidoaltare hade Noli me tangere av Mario Balassi.
Kyrkan och klostret exproprierades av den italienska staten 1873 och revs 1885 för att ge plats åt Krigsministeriet (Ministero della Guerra), senare benämnt Försvarsministeriet (Ministero della Difesa) och Via Firenze. Den helige Gajus reliker överfördes till Santa Susanna. Ett av sidoaltarna, ritat av Domenico Castelli, överfördes till kyrkan San Giorgio e dei Martiri Inglesi, som stod färdig 1887. Under 1870-talet hade även de närbelägna kyrkorna Santissima Incarnazione del Verbo Divino och Santa Teresa alle Quattro Fontane rivits.

## Bilder

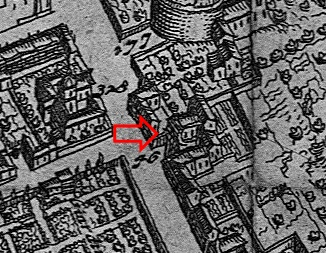
San Caio (vid den röda pilen) på Giovanni Battista Faldas Rom-karta från 1667.
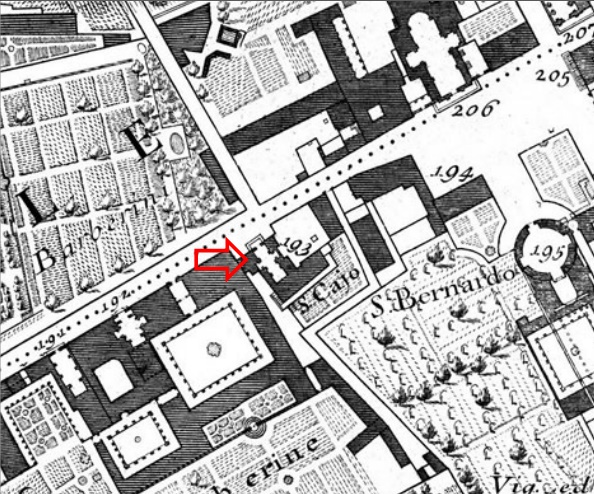
San Caio (nummer 193 vid den röda pilen) på Giovanni Battista Nollis Rom-karta från 1748. Nummer 191 anger Santa Teresa alle Quattro Fontane och nummer 192 Santissima Incarnazione del Verbo Divino. Övriga kyrkor: 195) San Bernardo alle Terme, 206) Santa Susanna och 207) Santa Maria della Vittoria.
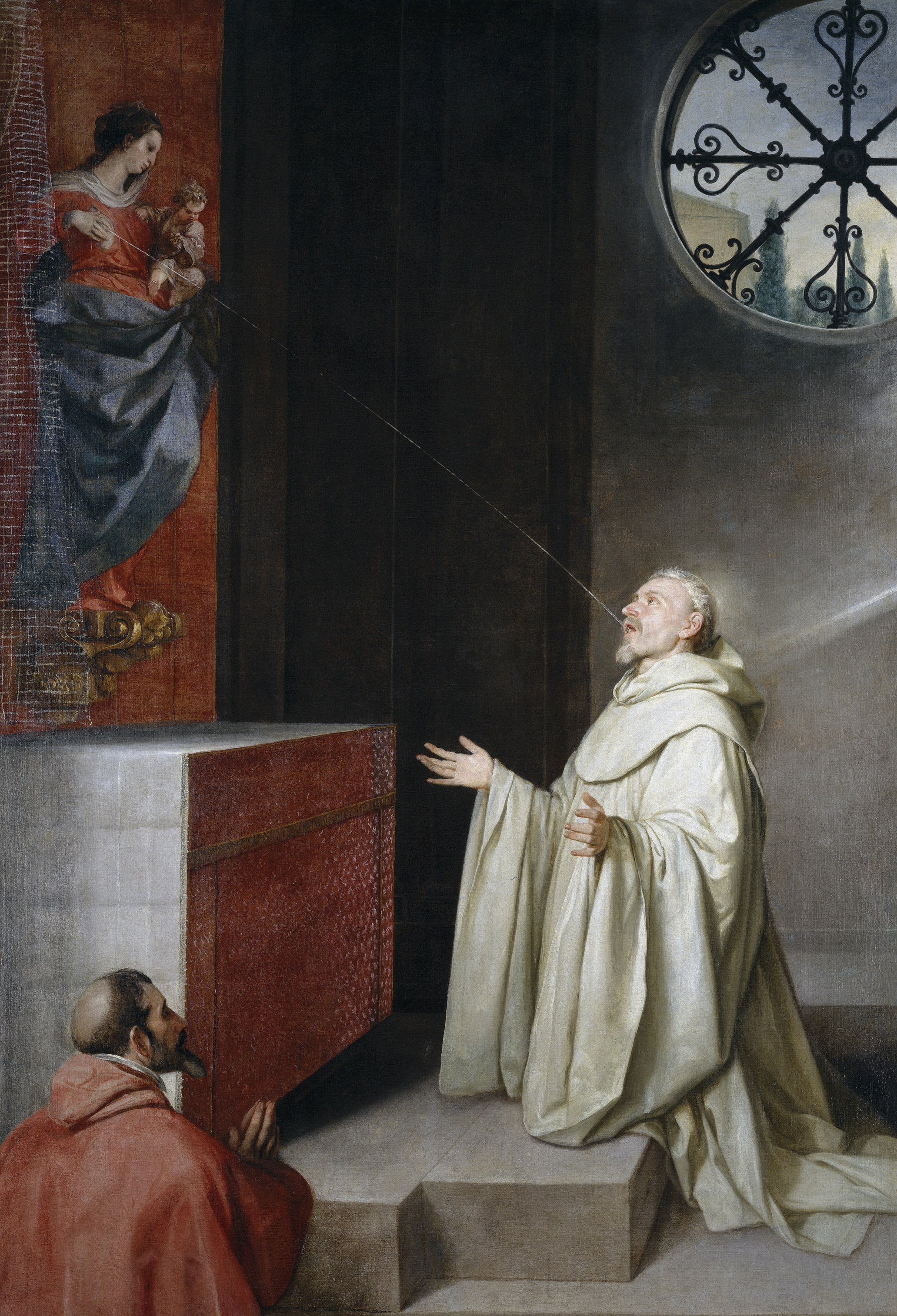
Den helige Bernhard mottar mjölk från Jungfru Marias bröst (Lactatio Bernardi) av Alonso Cano. Enligt legenden skall denna händelse ha ägt rum i Speyers katedral år 1146.
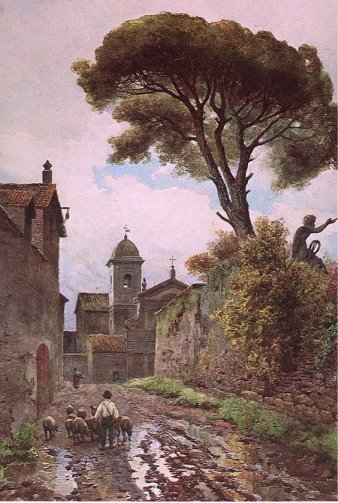
Vicolo di San Nicola da Tolentino av Ettore Roesler Franz. Kyrkan San Caio skymtar i fonden.